# Hebeloma ingratum
Hebeloma ingratum là một loài nấm ở Hymenogastraceae.